# Discografia dei Parliament

## Album in studio
- 1970 – Osmium
- 1974 – Up for the Down Stroke
- 1975 – Chocolate City
- 1975 – Mothership Connection
- 1976 – The Clones of Dr. Funkenstein
- 1977 – Funkentelechy Vs. the Placebo Syndrome
- 1978 – Motor Booty Affair
- 1979 – Gloryhallastoopid
- 1980 – Trombipulation
- 2018 – Medicaid Fraud Dogg

## Album dal vivo
- 1977 – Live: P-Funk Earth Tour
- 1994 – Live, 1976-93

## Antologie
- 1984 – Parliament's Greatest Hits
- 1991 – The Best Nonstop Mix Compilation
- 1993 – Tear the Roof Off 1974-1980
- 1994 – Greatest Hits 1972-1993
- 1995 – The Best of Parliament: Give Up the Funk
- 1995 – First Thangs
- 1996 – Rhenium
- 1997 – The Early Years
- 1999 – 12" Collection & More
- 2000 – 20th Century Masters - The Millennium Collection: The Best of Parliament
- 2000 – Get Funked Up: The Ultimate Collection
- 2005 – Gold
- 2007 – The Casablanca Years: 1974–1980

## Singoli
- 1971 – Breakdown
- 1974 – Up for the Down Stroke
- 1974 – Testify
- 1975 – Chocolate City
- 1975 – Ride On
- 1976 – P. Funk (Wants to Get Funked Up)
- 1976 – Tear the Roof off the Sucker (Give Up the Funk)
- 1976 – Mothership Connection (Star Child)
- 1976 – Do That Stuff
- 1977 – Dr. Funkenstein
- 1977 – Fantasy Is Reality
- 1977 – Bop Gun (Endangered Species)
- 1978 – Flash Light
- 1978 – Funkentelechy
- 1978 – Aqua Boogie (A Psychoalphadiscobetabioaquadoloop)
- 1979 – Rumpofsteelskin
- 1979 – Party People
- 1980 – Theme from the Black Hole
- 1980 – The Big Bang Theory
- 1980 – Agony of DeFeet
- 2018 – I'm Gon Make U Sick O'Me